# スカートをはいた中尉さん
『スカートをはいた中尉さん』（The Lieutenant Wore Skirts）は1956年のアメリカ合衆国のコメディ映画。監督はフランク・タシュリン。出演はトム・イーウェルなど。

## キャスト
※括弧内は日本語吹替（テレビ版）
- グレゴリー・ウィットコム：トム・イーウェル（藤岡琢也）
- ケイティ・ホイットコム中尉：シェリー・ノース（江家礼子）
- サンドラ・ロバーツ：リタ・モレノ（五月女道子）
- バーニー・スローン：リック・ジェイソン（細井重之）
- ヘンリー・ギャクストン：レス・トレメイン
- グレイス・ブリッグス：アリス・ラインハルト
- スウィーニー中尉：グレゴリー・ウォルコット

## スタッフ
- 監督：フランク・タシュリン
- 製作：バディ・アドラー
- 原作：アルバート・ビーチ
- 脚本：アルバート・ビーチ、フランク・タシュリン
- 撮影：レオ・トーヴァー
- 編集：ジェームズ・B・クラーク
- 音楽：シリル・J・モックリッジ